# Bhaktarahalli, Gauribidanur
Bhaktarahalli là một làng thuộc tehsil Gauribidanur, huyện Kolar, bang Karnataka, Ấn Độ.